# The 13th Floor Elevators
The 13th Floor Elevators sono stati un gruppo musicale rock psichedelico formatosi ad Austin, Texas nel 1965. Furono nella seconda metà degli anni sessanta (tra il 1966 ed il 1968) una delle prime e più significative band di musica psichedelica.

## Storia del gruppo
La loro storia comincia nel 1965, quando il loro futuro suonatore di jug (strumento orientale a forma di bottiglione in cui soffiare) e paroliere Tommy Hall, con sua moglie Clementine unifica in una sola band tre gruppi allora poco noti: i Conqueroo, dai quali provenivano lo stesso Tommy e l'amico di sempre degli Elevators, Powell St. John (compositore di alcune loro canzoni), gli Spades, dai quali proveniva il cantante e chitarrista Roky Erickson e infine i Lingsmen, dai quali provenivano il bassista (in origine violinista) Benny Thurman, il batterista John Ike Walton e il chitarrista solista Stacy Sutherland.
Il nome della band deriva da un suggerimento dal batterista John Ike Walton di utilizzare il nome "ascensori"; Clementine Hall aggiunse "13th Floor". Oltre alla consapevolezza che un certo numero di grattacieli non hanno un 13º piano, è stato notato che la lettera "M" (per marijuana) è la tredicesima lettera dell'alfabeto. Ma c'è un altro "livello" di significato per nome della band: in effetti, si riferisce anche al 13º e ultimo piano della piramide di illuminazione, dove sorge l'"occhio che tutto vede" o "terzo occhio", un posto di rilievo nell'immaginario della band, e che, secondo Roky Erickson, definisce la stessa musica psichedelica ("è dove la piramide incontra l'occhio"). Il numero 13 si riferisce tradizionalmente all'aldilà, all'ignoto, e simboleggia l'ingresso per la misteriosa fonte di creazione, a volte indicato come "l'occhio del vortice", o "l'occhio di Dio". Nel cervello umano, il terzo occhio si riferisce alla ghiandola pineale, che viene attivata da pratiche yogiche, ma anche dal corretto uso di sostanze psichedeliche, come l'LSD, la mescalina e i funghi magici. Così, in senso mistico, il nome della band significa che i membri in realtà servono come ascensori per la coscienza del pubblico, che è guidato progressivamente dalla musica e dal testo verso uno stato di illuminazione.
Appena incontrati, i cinque sotto la guida del produttore Lelan Rogers registrano l'album entrato successivamente nella storia del rock psichedelico, The Psychedelic Sounds of the 13th Floor Elevators. Il primo successo è il singolo estratto You're Gonna Miss Me, scritto nel 1965 da Roky Erickson per gli Spades, che entra nella classifica statunitense e diventando col tempo uno dei brani simbolo del genere garage rock. Nell'album il brano Don't Fall Down, sempre di Erickson, e che in origine si chiamava We sell soul è presente come traccia fantasma nell'album All That May Do My Rhime dello stesso Erickson.
Nel 1966 Benny Thurman lascia il gruppo per prendersi cura di sua madre, ed al suo posto entra Ronnie Leatherman che lascerà la band poco tempo dopo per poi rientrare nel 1968).
Nel 1967 viene registrato l'album Easter Everywhere, con una sezione ritmica diversa composta da Danny Galindo al basso e Danny Thomas alla batteria eccetto per le due canzoni She Lives (In a Time of Her Own) e I've Got Levitation", che hanno la sezione ritmica formata da Ronnie Leatherman al basso e John Ike Walton alla batteria. L'album non riscosse successo, anche se ci sono brani interessanti come Slip Inside This House, lunga ballata psichedelica di 8 minuti con un testo a sfondo lisergico/religioso e melodie trascendentali ma allo stesso tempo piene di carica elettrica. Rispetto all'esordio nel disco sono più accurati gli arrangiamenti ed è migliorata la caratura tecnica dei musicisti.
Seguono due album di non poca importanza per la band, ma di poco valore storico: Live del 1968 e Bull of the Woods del 1969.
Live non è un album registrato dal vivo come si potrebbe intendere dal titolo, bensì è un album contenente demo e registrazioni scartate con applausi sovraincisi per dare l'effetto concerto. La formazione rimane quella dell'anno precedente, ma è destinata a durare poco, perché Danny Galindo viene sostituito da Ronnie Leatherman nei pezzi di Stacy Sutherland, e da Duke Davis in alcune canzoni di Erickson.
Il contributo di Danny Galindo finisce con la registrazione del pezzo Never another, contenuto in Bull of the Woods; lo stesso avviene per Tommy Hall e per Roky Erickson; quest'ultimo viene internato nell'ospedale psichiatrico di Austin, il Rusk State Hospital, poiché, per evitare di finire in carcere per possesso di droga, si inventò di essere un marziano (questo fatto fu per il suo futuro molto decisivo, soprattutto per la sua futura carriera musicale).
Così nel 1968 la line-up si era ridotta ai soli Danny Thomas, Stacy Sutherland e Ronnie Leatherman, che registrarono molte canzoni, tra cui una composta dallo stesso Leatherman, With you. La band si sciolse lo stesso anno, e finì così la breve carriera dei 13th Floor Elevators, che però continuarono a suonare separatamente in nuove band.
Roky Erickson finì in ospedale psichiatrico dal 1969 al 1972 per aver affermato di provenire da Marte. Nel 1975 pubblicò il suo primo singolo post Elevators, (Red Temple Prayer) Two Headed Dog/Starry Eyes con la sua nuova band chiamata Roky Erickson & Bleib Alien che successivamente diverranno solo gli Aliens.

## Stile musicale

### La "brocca elettrica"
La brocca elettrica (electric jug), lo strumento principale di Tommy Hall, è costituito da una brocca di vetro o ceramica, con un microfono all'imboccatura. Avvicinando le labbra a circa 2-3 centimetri dall'apertura e facendole vibrare, ed emettendo al contempo un tono musicale, Hall riusciva a produrre un suono estremamente particolare, un ibrido fra una fanfara, un minimoog e un tamburo cuíca, utilizzato nella sezione ritmica bassa di molti brani del gruppo.

## Formazione
- Roky Erickson - voce e chitarra
- Stacy Sutherland - chitarra
- Benny Thurman - basso
- John Ike Walton - batteria
- Tommy Hall - jug elettrico

### Altri componenti
- Ronnie Leatherman - basso
- Danny Galindo - basso
- Danny Thomas - batteria
- Clementine Hall - testi
- Duke Davis - basso durante le ultime session degli Elevators

## Discografia
- 1966 - The Psychedelic Sounds of the 13th Floor Elevators
- 1967 - Easter Everywhere
- 1968 - Live
- 1969 - Bull of the Woods